# Берні Топін
Берні Топін (англ. Bernie Taupin; нар. 22 травня 1950 року, Лінкольншир) — англійський поет-пісняр. Основний автор текстів для пісень Елтона Джона.
У 1967 р. відгукнувся на оголошення, розміщене в журналі New Musical Express, у результаті чого був відібраний для співпраці зі співаком. Працював з ним на постійній основі до 1977 року. Альбом 1975 року «Captain Fantastic і Brown Dirt Cowboy» розглядався ними обома як автобіографічний. У 1976 р. опублікував мемуарну книгу «Той, хто пише слова для Елтона Джона» (англ. The One Who Writes the Words for Elton John). Потім в 1977-1979 рр. партнерство Елтона Джона з Топіном припинилося, але в 1980 р. Топін знову став писати для Елтона Джона і з 1982 р. знову є його основним текстовиком. У 2007 р. сорокаріччя цього творчого тандему відзначено виходом альбому «Капітан & Kid».
Топін спорадично співпрацює і з іншими виконавцями. Йому, наприклад, належить частина текстів в альбомі Еліса Купера «From the Inside» (1978).
У 2005 році пісня «A Love That Will Never Grow Old», написана композитором Густаво Сантаолальєю на слова Топіна для фільму «Горбата гора», була удостоєна премії «Золотий глобус».